# Чандлер, Рэймонд
Рэ́ймонд То́рнтон Ча́ндлер (англ. Raymond Thornton Chandler; 23 июля 1888, Чикаго — 26 марта 1959, Сан-Диего) — американский писатель-реалист и критик, автор детективных романов, повестей и рассказов. Один из основателей, наряду с Д. Хэмметом и Д. М. Кейном, жанра «крутого детектива». На его сюжеты или по его сценарию снято несколько эталонных фильмов в стиле нуар («Глубокий сон», «Двойная страховка» — по роману Кейна). Главный герой многих романов Чандлера — калифорнийский частный детектив Филип Марлоу.

## Биография
Чандлер родился 23 июля 1888 года в Чикаго, но переехал в Англию в 1895 году со своей матерью-ирландкой после того, как она рассталась с мужем-алкоголиком, инженером из американской железнодорожной компании. Их семью стал поддерживать дядя Чандлера, успешный юрист. В 1900 году Чандлер получил классическое образование в Далидж-Колледже в Лондоне. В 1907 году он принял английское подданство для того, чтобы поступить на государственную службу. Вскоре после этого он поступил на работу в Британское Адмиралтейство. Однако ему не нравилась профессия госслужащего, Чандлер уволился и работал журналистом в газетах «Daily Express» и «Western Gazette». Он не добился особого успеха ни как журналист, ни как поэт (Чандлер в то время пробовал себя в романтической поэзии).
В 1912 Чандлер вернулся в США, в Лос-Анджелес. Он не мог найти постоянной работы и перебивался временными заработками — собирал фрукты, изготавливал теннисные ракетки и т. п. Ему приходилось экономить на всём, и он вёл уединённый образ жизни. В конце концов он окончил бухгалтерские курсы и нашёл постоянную работу. В 1917 году США вступили в Первую мировую войну, и Чандлер присоединился к Канадским вооруженным силам, участвовал в сражениях во Франции. В конце войны он перевёлся в Королевские военно-воздушные силы Великобритании.
После окончания войны Чандлер вернулся в Лос-Анджелес, где у него вскоре завязывался роман с Сисси Паскаль, замужней женщиной, которая была старше его на 18 лет. Сисси развелась со своим мужем в 1920 году, но мать Чандлера не одобряла этой связи и не дала разрешения на брак. Однако 26 сентября 1923 года она умерла, и 6 февраля 1924 Чандлер женился на Сисси. Он работал бухгалтером в нефтяной компании «Dabney Oil» и даже стал вице-президентом в 1932 году, но уже через год был уволен за алкоголизм, прогулы и угрозы самоубийства.
Для того чтобы как-то зарабатывать на жизнь, Чандлер вновь взялся за перо, начав писать детективные рассказы для дешёвых журналов. Первый рассказ, «Шантажисты не стреляют», был опубликован в журнале «Чёрная маска» в 1933 году; первый роман, «Глубокий сон», увидел свет в 1939 году. После этого вышли романы «Прощай, любимая» (1940), «Высокое окно» (1942), «Девушка в озере» (1943). На волне успеха Чандлера пригласили сценаристом в Голливуд, где он в соавторстве с Билли Уайлдером создал сценарий для фильма «Двойная страховка» (1944). Позже он, уже самостоятельно, написал сценарий для фильма «Синий георгин» (1946). Чандлер также принимал участие в создании сценария к фильму «Незнакомцы в поезде» (1951) Альфреда Хичкока. В этот период он переехал в район Ла-Хойя.
В 1954 году умерла Сисси Чандлер. Во время болезни, предшествующей её смерти, Чандлер писал роман «Долгое прощание» (1954). Последовавшее за смертью жены одиночество привело его к клинической депрессии, он снова начал сильно пить, что сказывалось на качестве его произведений. В 1955 году он предпринял попытку самоубийства. В 1956 году он вновь принял гражданство США, после чего отправился путешествовать в Европу. Вернувшись домой, в 1959 году Рэймонд Чандлер был избран председателем Ассоциации детективных писателей США, сменив Рекса Стаута. Чандлер заболел пневмонией и умер в госпитале 26 марта 1959 года в возрасте 70 лет. Похоронен на кладбище Mount Hope Cemetery в Сан-Диего.

### Комментарии
1. Роман «Вечный сон» [The Big Sleep] основан на произведениях:
  1. «Убийство во время дождя» [Killer in the Rain],
  2. «Исчезновение» [The Curtain],
  3. сценах из произведения «Свидетель» [Finger Man].
2. Роман «Прощай, любимая» [Farewell, My Lovely] основан на произведениях:
  1. «Человек, который любил собак» [The Man Who Liked Dogs],
  2. «Найти девушку» [Try the Girl],
  3. «Китайский жадеит» ['Mandarin’s Jade].
3. Роман «Высокое окно» [The High Window] основан на произведениях:
  1. «Бей-Сити блюз» [Bay City Blues],
  2. «Женщина в озере» [The Lady in the Lake].
4. Роман «Женщина в озере» [The Lady in the Lake] основан на произведениях:
  1. «Бей-Сити блюз» [Bay City Blues],
  2. «Женщина в озере» [The Lady in the Lake],
  3. «В горах преступлений не бывает» [No Crime in the Mountains].
5. Роман «Маленькая сестрёнка» [The Little Sister] основан на сценах из произведений:
  1. «Бей-Сити блюз» [Bay City Blues],
  2. «Опасность — моя профессия» [Trouble Is My Business].
6. Повести «Свидетель» [Finger Man], «Золотые рыбки» [Goldfish], «Горячий ветер» [Red Wind] и «Опасность — моя профессия» [Trouble Is My Business] первоначально были написаны с другими главными героями, но в сборнике «Простое искусство убивать» (1950) главным героем стал Марлоу.
7. В романе «Долгое прощание» [The Long Goodbye] используются сцены из произведения «Исчезновение» [The Curtain].
8. Роман «Пудл Спрингс» [Poodle Springs] не был окончен в связи со смертью писателя в 1959 году и завершён Робертом Б. Паркером в 1989 году.

Джон Далмас / John Dalmas [повести]
- 1935 — Убийство во время дождя / Killer in the Rain (Другое название: Убийца приходит в дождь; Убийство под дождем; Убийца в дождь; Убийство в дождь)
- 1937 — Китайский жадеит / Mandarin’s Jade (Другое название: Китайский нефрит)
- 1938 — Горячий ветер / Red Wind (Другие названия: Красный ветер; Рыжий ветер, Знойный ветер, Кровавый ветер)
- 1938 — Бей-Сити блюз / Bay City Blues (Другое название: Блюзы Бей-Сити)
- 1939 — Женщина в озере / The Lady in the Lake (Другие названия: Девушка в озере; Дама в озере; Блондинка в озере)
- 1939 — Опасность — моя профессия / «Trouble is My Business» (Другое название: Неприятности — моё ремесло)
- 1950 — Наглое убийство / Smart-Aleck Kill (Другие названия: Чистая работа; Удар в спину; Хитрое дело; Убийство хлыща)

Примечания:
Повесть «Наглое убийство» [Smart-Aleck Kill] первоначально была написана с главным героем Мэллори, но в сборнике «Простое искусство убивать» (1950) главным героем стал Далмас
Тед Кармади / Ted Carmady [повести]
- 1934 — Свидетель / Finger Man (Другие названия: Наводчик; Свидетель обвинения; Свидетель преступления; Нечестная игра)
- 1936 — Человек, который любил собак / The Man Who Liked Dogs
- 1936 — Золотые рыбки / Goldfish (Другие названия: Золотая рыбка; Две жемчужины)
- 1936 — Исчезновение / The Curtain (Другое название: Мишень в шляпе, Занавес; Завеса; Цена молчания)
- 1937 — Найти девушку / Try the Girl (Другое название: Проверь эту девчонку; Судите девочку)
- 1950 — Пушки Сирано / Guns at Cyrano’s (Другие названия: Выстрелы у «Сирано»; Выстрелы в ресторане Сирано; Стрельба у Сирано)

Примечания:
Повесть «Пушки Сирано» [Guns at Cyrano’s] первоначально была написана с главным героем Малверном, но в сборнике «Простое искусство убивать» (1950) главным героем стал Кармади
Мэллори / Mallory [повести]
- 1933 — Шантажисты не стреляют / Blackmailers Don’t Shoot
- 1934 — Наглое убийство / Smart-Aleck Kill (Другие названия: Чистая работа; Удар в спину; Хитрое дело; Убийство хлыща)

Джонни де Розе / Johnny DeRuse [повесть]
- 1935 — Газ из Невады / Nevada Gas (Другое название: Невадский газ)

Сэм Делагерра / Sam Delaguerra [повесть]
- 1935 — Испанская кровь / Spanish Blood

Тед Малверн / Ted Malvern [повесть]
- 1936 — Пушки Сирано / Guns at Cyrano’s (Другие названия: Выстрелы у «Сирано»; Выстрелы в ресторане Сирано; Стрельба у Сирано)

Пит Энглих / Pete Anglich [повесть]
- 1936 — Возмездие Нун-стрит / «Noon Street Nemesis» // Засада на Ноон-стрит (Другое название: Засада на Полуденной улице) / «Pick Up on Noon Street» (1944)

Стив Грейс / Steve Grayce [повесть]
- 1938 — Король в жёлтом / «The King in Yellow» (Другие названия: Происшествие в отеле «Карлтон»; Происшествие в «Карлтоне»)

Уолтер Гейдж / Walter Gage [повесть]
- 1939 — Суета с жемчугом / «Pearls Are a Nuisance» (Другие названия: Неприятности с жемчугом; Суета вокруг жемчуга)

Тони Резек / Tony Reseck [повесть]
- 1939 — Я буду ждать / «I’ll Be Waiting» (Другие названия: В ожидании; Я дождусь; Долгое ожидание)

Джон Эванс / John Evans [повесть]
- 1941 — В горах преступлений не бывает / «No Crime in the Mountains» (Другие названия: В горах не бывает преступлений; В горах народ спокойный)

Эссе
- 1944 — Простое искусство убивать

Некриминальные / фантастические повести
- 1939 — Бронзовая дверь / «The Bronze Door»
- 1951 — Порошок профессора Бинго / «Professor Bingo’s Snuff» (Другое название: Нюхательный табак профессора Бинго)
- 1976 — Английское лето / «English Summer» (опубликовано посмертно)

## Экранизации
- 1942 — Время убивать
- 1942 — Сокол и большая афера (оригинальное название: англ. The Falcon Takes Over)
- 1944 — Убийство, моя милая
- 1946 — Глубокий сон
- 1946 — Синий георгин (оригинальный сценарий)
- 1947 — Леди в озере
- 1947 — Кровавые деньги (оригинальное название: англ. The Brasher Doubloon)
- 1969 — Марлоу
- 1973 — Долгое прощание
- 1975 — Прощай, моя красавица
- 1978 — Большой сон
- 1983, 1986 — Марлоу: Частный сыщик (2 сезона)
- 1993, 1995 — Падшие ангелы (телесериал). 1 сезон, эпизод «Я буду ждать». 2 сезон, эпизод «Красный ветер».
- 1998 — Большой Лебовски (вольная экранизация романа «Большой сон»)
- 1998 — Пудл Спрингс (Частный детектив Марлоу)